# 丹尼洛·捷斯连科
丹尼洛·伊霍羅維奇·捷斯连科（烏克蘭語：Данило Ігорович Тесленко，羅馬化：Danylo Ihorovych Teslenko，1987年10月8日—），ID名Zeus（宙斯），乌克兰退役电子竞技选手，在《反恐精英1.6》和《反恐精英：全球攻势》等游戏项目中频频获奖。

## 生平
丹尼洛·捷斯连科出生于苏联乌克兰的哈尔科夫，2002年加入乌克兰的Arsenal战队，2004年至2007年为Pro 100战队效力，期间率领战队夺得独联体国家“华硕杯”冠军。2005年世界电子竞技大赛期间，Zeus代表乌克兰参赛。2007年8月，Zeus被威劈（Virtus.pro）签下，同年为Virtus.pro赢得华硕杯和英特尔挑战杯的冠军，让Alternate Attax、Made in Brazil等国际顶级CS战队的世界排名跌到垫底位置。2010年2月，Zeus转投Natus Vincere，带领战队跃升至世界第一。2010年3月，Zeus领衔的NV全新阵容击败了F0rest领衔的Fnatic战队，拿下英特尔极限大师赛第四季CS项目的全球总冠军。此外，NV还赢下当年的电子竞技世界杯和世界电子竞技大赛。2012年12月转投《反恐精英：全球攻势》（CSGO）项目前，Zeus还率领NV赢得英特尔极限大师赛第五赛季全球总冠军、第六赛季基辅站冠军。
2013年，转战CSGO的Zeus未能赢下一场重大赛事。NV战队几次更换阵容后，Zeus和战队的情况才开始好转。在第9届SLTV StarSeries总决赛中，Zeus终于拿下CSGO项目的首个冠军。2014年反恐精英特级锦标赛（Major），NV战队表现有所好转，虽然在2014年EMS One卡托维兹站的小组赛被淘汰，在2014年DreamHack冬季赛止步半决赛。2015年，Zeus再次在国际赛事中屡创佳绩。当年4月，他率领NV战队在2014年至2015年ESL职业联盟冬季赛决赛中击败Titan eSports，在同年7月的电子竞技世界杯决赛中击败Cloud9夺冠。2015年11月和12月，身为队长的Zeus表现出色，先是率领NV在2015年最后一场Major赛2015年DreamHack克卢日-纳波卡公开赛中夺得亚军，之后夺得英特尔极限大师赛第十赛季圣何塞站冠军，晋级ESL职业联赛第二赛季线下决赛，三场胜利为Zeus赢得3万多美元的奖金。
2016年上半年，Zeus率领NV杀入MLG特级锦标赛哥伦布站决赛，拿下2016年DreamHack莱比锡站冠军。2016年8月4日，s1mple加盟NV，取代在NV效力了七年的Zeus。
2016年10月12日，Gambit Gaming签下Zeus，Zeus担任队长。同年，Zeus率领新队友赢得DreamHack冬季锦标赛冠军。在2017年ELEAGUE特级赛亚特兰大站上拿到传奇称号后，Zeus于当年4月在DreamHack奥斯汀站击败Immortals夺冠。三个月后，在Zeus率领下，Gambit再次击败Immortals，拿下克拉科夫PGL特级锦标赛的冠军，成为首位赢得Major赛事的乌克兰选手。Gambit教练Kane被解雇后，Zeus和队友Blahynm转投NV战队。
2019年9月，Zeus宣布退役。

## 争议
2024年12月，上海Major赛期间，Zeus与一名21岁的中国女大学生发生性关系，之后Zeus向粉丝公开了两人的亲密图片及视频。事后，网友认出该名女子是大连工业大学的学生。2025年7月，大连工业大学学生工作处发布公告，称涉事的该校女生李某某于2024年12月涉及不当行为，造成恶劣负面印象，依照《普通高等学校学生管理规定》和《大连工业大学学生违纪处分规定》，拟给予开除学籍处分，当事人可在9月7日前以书面或口头形式申辩。